# Raymund Anton von Strasoldo

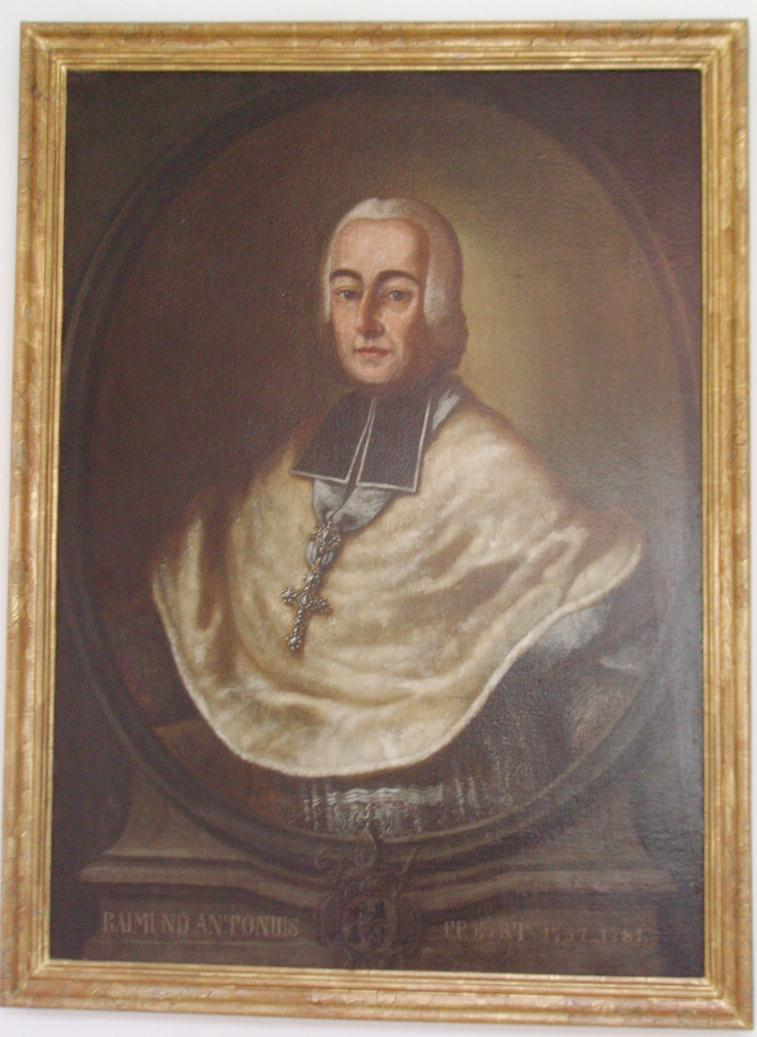
Raymund Anton von Strasoldo, Gemälde in Schloss Hirschberg von Johann Michael Franz

Raymund Anton Graf von Strasoldo (* 29. April 1718 in Graz, Österreich; †  13. Januar 1781 in Eichstätt) war Bischof des Bistums Eichstätt und Fürstbischof des Hochstifts Eichstätt.

## Leben und Wirken
Seine Eltern waren der k. k. Kämmerer Johann Joseph Graf von Strasoldo (1680–1767), Uradel der Markgrafschaft Friaul, und Anna Cäcilia (1690–1746) geb. Gräfin von Gera zu Graz. Die Mutter bestimmte den Grafen bereits als Kind für den geistlichen Stand. Von frühester Jugend an erfuhr er am kaiserlichen Hof in Wien seine Prägung.
1734 wurde er Eichstätter Domherr und ging zum Theologiestudium ans Germanicum in Rom. Nach seiner Rückkehr nach Eichstätt wurde er 1751 Domdekan; als solcher machte er sich unbeliebt, indem er jungen Klerikern den Besuch von Gastwirtschaften verbot und den Domherren nur den Besuch der Herrentrinkstube (heute Dompfarramt am P.-Philipp-Jeningen-Platz) erlaubte.
Mit 39 Jahren wurde er am 5. Juli 1757 – im sechsten Wahlgang – vom Eichstätter Domkapitel zum Fürstbischof von Eichstätt gewählt. Mitten im Siebenjährigen Krieg zwischen Österreich und Preußen war diese Wahl ein Zeichen dafür, dass Eichstätt, wie schon zuvor, ganz auf die österreichische Seite setzte. Der Fürstbischof musste für viel Geld Soldaten für das Reichsheer anwerben, das in der Schlacht bei Roßbach im November 1761 vernichtend geschlagen wurde.
Der Fürstbischof erfreute sich wegen Freigiebigkeit der tiefen Verehrung seiner Untertanen und seiner Diözesanen. Als 1771 wegen Missernten der Getreidepreis stark anstieg und Hungersnot herrschte, ließ er von Holland, Italien und Sachsen Getreide kommen und es zum halben Preise verkaufen. Im Jahr darauf  überzogen Krankheiten das Land; der Fürst ließ zwei Jahre lang das noch vorrätige Getreide an Arme abgeben sowie Arzneien kostenlos verteilen.
Fürst Strasoldo war ein für das Hochstift bedeutender Bauherr des Rokokos. Bei Beilngries ließ er 1760–64 durch seinen Hofbaudirektor Maurizio Pedetti eine alte  Grafenburg der Hirschberger zum dreiflügeligen fürstlichen Jagdschloss, einem Juwel des Rokoko, umgestalten und eine dreieinhalb Kilometer lange Fürstenstraße zum Schloss anlegen. Hier hielt er sich bevorzugt auf, und mehrere zeitgenössische Bilder, die ihn zeigen, hängen dort noch heute. 1764 ließ er zehn Staatsstraßenzüge durch sein Fürstbistum bauen, insgesamt 111 Kilometer mit steinernem Unterbau und von Baumalleen flankiert. In Eichstätt ist unter seiner Herrschaft 1758 das Waisenhaus, 1776/77 am Residenzplatz die 19 Meter hohe Mariensäule über einem geschwungenen Wasserbassin durch Pedetti entstanden; auch ist ihm die 1776 ebenfalls von Pedetti ausgeführte Rokoko-Innenausstattung des 2. Obergeschosses der Residenz, der Spiegelsaal 1768/69 als Audienz- und Festsaal und die seidentapetengeschmückten angrenzenden Räume, sowie der Einbau des repräsentativen Stiegenhauses zu verdanken. Von Pedetti ließ er auch den Hofgarten, insbesondere den Mittelpavillon, umbauen. Im Hochstift findet sich noch mehrmals sein Wappen an Gebäuden, die sein Hofbaudirektor errichtete, z. B. in Ornbau am Kastenamt.
Als Bischof veröffentlichte er 1759 ein Edikt für Priesteramtskandidaten, 1766 ein (Verwaltungs-)Generale und 1768 ein Lehrbuch für Priester, die „Instructio pastoralis“, die 1854, 1871, 1877 und 1902 weitere Auflagen erlebte. Geschrieben hat er die Instructio allerdings nicht selber, sondern der Jesuit und Professor der Moraltheologie am Collegium Willibaldinum Augustin Kraus. Der Beseitigung eingeschlichener Missbräuche dienten auch die Visitationen in den Dekanaten Eichstätt, Greding, Kipfenberg, Beilngries, Berching, Ellingen, Spalt, Ornbau und Bergen, die im Auftrag des Fürstbischofs von Georg Richard Schildknecht durchgeführt wurden.
An der Wende zur Aufklärung war Fürst Strasoldo auch den Wissenschaften zugetan. So ließ er in Eichstätt im Collegium Willibaldinum, einem von Jesuiten geführten „Gymnasium academicum“, 1776 einen Instrumenten-(Physik)saal errichten. Den Jesuiten, die das Collegium bis zum Verbot des Ordens 1773 leiteten, war der Fürstbischof sehr zugetan; es gelang ihm, die „Ex-Jesuiten“ weiterhin als Professoren am Collegium Willibaldinum zu halten. Für seine Unterstützung der Jesuiten wurde Graf von Strasoldo von den Illuminaten, seinen aufklärerischen Gegnern auch unter den Domherren, verspottet. Auch unterstützte er das Studium generale der Eichstätter Dominikaner, während seine Beziehungen zur Universität Ingolstadt, deren Kanzler er war, nicht sehr eng waren.
Die ihm mehrmals angetragene Würde eines Kardinals schlug er aus, wohl um in Eichstätt bleiben zu können.
Der 65. Nachfolger des hl. Willibald von Eichstätt auf dem Bischofsstuhl von Eichstätt, den die Gicht und ein Leberleiden plagten, wurde am 30. Januar 1781 im Dom bestattet. Sein Grabdenkmal im südlichen Dombereich schuf Pedetti im Stil des Klassizismus.

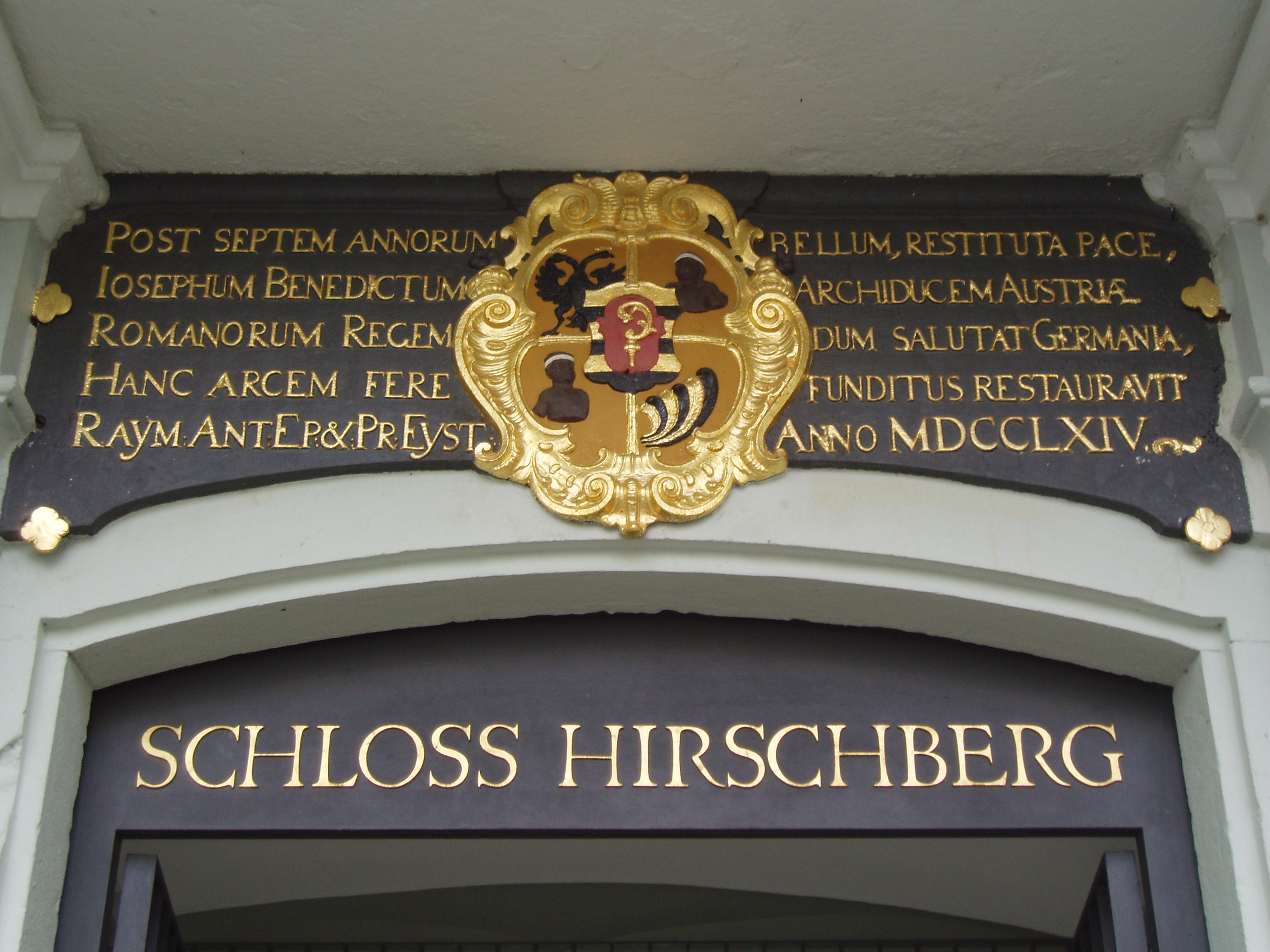
Bauinschrift und Wappen des Eichstätter Fürstbischofs Raymund Anton von Strasoldo in Schloss Hirschberg, 1764

## Wappen des Bischofs
Dieses hat sich u. a. am Eingang zum bischöflichen Jagdschloss Hirschberg erhalten. Es zeigt im Feld 1 in Gold einen schwarzen, goldengekrönten, goldenbewehrten und rotgezungten Doppeladler, im Feld 2 und 3 in Gold das Brustbild einer Mohrin mit silberner Stirnbinde mit abflatternden Bändern sowie roten Ohrringen und im Feld 4 in Gold sechs fächerförmig gestellte Straußenfedern, abwechselnd schwarz und silbern. Das Herzschild zeigt in Rot einen Bischofsstab.